# Оріхова
Оріхова — річка в Україні, у Лутугинському районі Луганської області. Права притока Луганчика (басейн Дону).

## Опис
Довжина річки 11 км, похил річки 14 м/км, найкоротша відстань між витоком і гирлом — 10,61 км, коефіцієнт звивистості річки — 1,04. Площа басейну водозбору 44,0 км². Річка формується багатьма безіменними струмками та 5 загатами.

## Розташування
Бере початок на північно-східній стороні від села Македонівки. Тече переважно на північний схід і в селі Першозванівка впадає в річку Луганчик, праву притоку Сіверського Дінця.
Населені пункти вздовж берегової смуги: Кам'янка, Мар'ївка.

## Цікаві факти
- У селі Першозванівці річку перетинають автошлях Т 1310 та залізниця. На правому березі річки на відстані приблизно 1,36 км розташована станція Пристінок.